# Agrostis brevifolia
Agrostis brevifolia é uma espécie de gramínea do gênero Agrostis, pertencente à família Poaceae.